# Lanthanomelissa pampicola
Lanthanomelissa pampicola là một loài Hymenoptera trong họ Apidae. Loài này được Urban mô tả khoa học năm 1996.